# Maria Rita Lorenzetti
Maria Rita Lorenzetti (Foligno, 16 marzo 1953) è una politica italiana, presidente della Regione Umbria dal 15 maggio 2000 al 16 aprile 2010.
Già sindaco di Foligno dal 1984 al 1985, dal 1987 al 2000 è stata parlamentare alla Camera dei Deputati. Dal 2010 al 2013 è stata inoltre presidente di Italferr, azienda partecipata del gruppo Ferrovie dello Stato attiva nell'ambito dell'ingegneria dei trasporti.

## Biografia
Dipendente della Provincia di Perugia, si è laureata in filosofia presso l'Università degli Studi di Perugia.
È sposata ed ha un figlio. 

### Attività politico-istituzionale
Lorenzetti ha iniziato la sua attività politico-istituzionale all'interno di gruppi cattolici di base. Nel 1975 è stata assessore ai servizi sociali e, dal 1984 al 1985, sindaco del comune di Foligno.
Considerata politicamente vicina a Massimo D'Alema, dal 1987 al 2000 Lorenzetti è stata parlamentare alla Camera dei Deputati. Nella XII legislatura ha ricoperto anche l'incarico di presidente della commissione parlamentare Ambiente e Lavori pubblici; in tale veste ha contribuito all'approvazione di alcune leggi, tra cui la “Merloni ter” in materia di lavori pubblici.
Nel 2000 si è candidata come presidente della regione Umbria. Sostenuta dalla coalizione de L'Ulivo, è stata eletta con il 56,4% dei voti; cinque anni dopo si è ricandidata per un secondo mandato, venendo riconfermata con il 63,1% delle preferenze.
Lorenzetti è stata tra le prime donne sindaco d'Italiaed il primo, e per cinque anni l'unico, presidente di regione donna eletta direttamente.
Dal 5 agosto 2010 al 17 settembre 2013 è stata presidente di Italferr, società del gruppo Ferrovie dello Stato che opera nel settore dell'ingegneria dei trasporti ferroviari e dell'alta velocità.

## Procedimenti giudiziari

### Inchiesta sul passante ferroviario fiorentino (2013-2022)
Il 16 settembre 2013 Lorenzetti, dopo aver subito a gennaio dello stesso anno una perquisizione nella propria abitazione e nel proprio ufficio, fu sottoposta ad arresti domiciliari nell'ambito di una inchiesta della Procura di Firenze sul passante ferroviario fiorentino del treno ad alta velocità ed accusata di associazione per delinquere, abuso di ufficio, corruzione e traffico illecito di rifiuti. La misura fu revocata il 30 settembre dopo le sue dimissioni da Italferr; a ottobre 2014 fu quindi rinviata a giudizio.
Il 2 dicembre 2022 viene disposto il non luogo a procedere con formula "il fatto non sussiste" riguardo ad una delle accuse di corruzione nei suoi confronti; Lorenzetti era già stata prosciolta a Firenze per le ipotesi di reato ambientali e a Roma per associazione per delinquere e corruzione.

### Inchiesta "Sanitopoli" (2014-2017)
Nel 2014 Lorenzetti è stata coinvolta nell'inchiesta denominata dai media "Sanitopoli". Il 18 novembre dello stesso anno è stata condannata in primo grado a otto mesi di reclusione (con pena sospesa) dal Tribunale di Perugia per il reato di falso ideologico in merito ad una delibera della giunta regionale da lei presieduta del marzo 2010 con la quale si autorizzavano alcune aziende sanitarie locali umbre all'assunzione di personale. 
Lorenzetti ha quindi appellato la condanna, che tuttavia è stata confermata il 15 marzo 2016 dalla Corte d'appello di Perugia  ed il 28 settembre 2017 dalla Corte di Cassazione, con sentenza definitiva.